# Jorge Ruiz (réalisateur)
Pour les articles homonymes, voir Jorge Ruiz et Ruiz.
Jorge Ruiz Calvimonte, né le 6 mars 1924 à Sucre et mort le 24 juillet 2012 à Cochabamba, est un réalisateur bolivien.

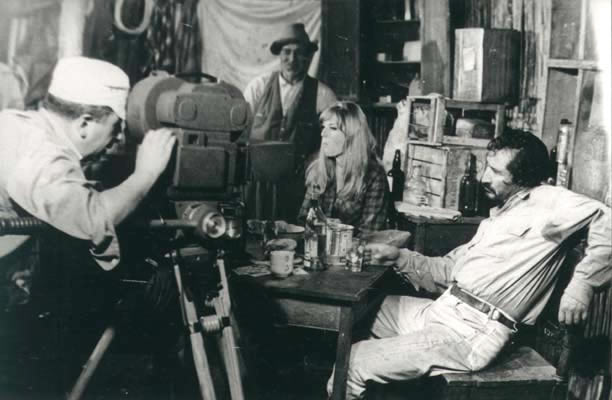
Tournage du film Mina Alaska de Jorge Ruiz.
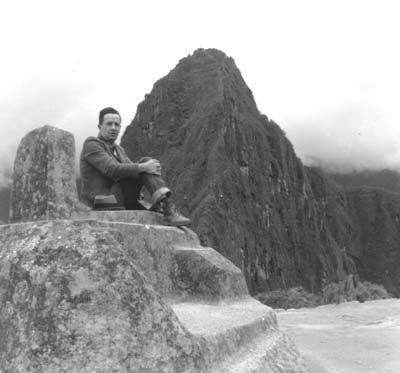
Jorge Ruiz à Cuzco en 1962.

## Filmographie
- 1955 : Un poquito de diversificación económica
- 1956 : Voces de la Tierra
- 1960 : Mina Alaska
- 1962 : Las montañas no cambian
- 1970 : La Gran Herencia
- 1978 : El Desafío